# PP-Mi-Šr
Die PP-Mi-Šr (Proti Pěchotní  Mina Šrapnelová) ist eine in der ehemaligen Tschechoslowakei entwickelte Springmine mit Splitterwirkung, aus der Gattung der Antipersonenminen. Sie kann auch als reine Splittermine eingesetzt werden.

## Beschreibung
Die PP-Mi-Šr hat einen zylindrischen, oben abgerundeten Stahlkörper mit drei Öffnungen. Zwei Öffnungen dienen zur Aufnahme der Zünder, das dritte, größere als Füllöffnung. Bei Verwendung als Springmine wird das Mittelloch bezündert, bei Verwendung als Splittermine das seitliche. Verschiedene Zündertypen (RO-1, RO-8, RO-10) sind alternativ, oder nach Aufsetzen eines Zündverteilers auch gleichzeitig möglich.

## Funktionsweise als Springmine
Durch Druck von oben oder durch Zug am Auslösedraht wird ein vorgespannter Schlagbolzen im Zünder freigegeben, der dann auf ein Zündhütchen schlägt. Dieses Zündhütchen initiiert einen Verzögerungstreibsatz, dieser wiederum die Ausstoßladung. Der durch die gezündete Ausstoßladung entstehende Gasdruck treibt den Minenkörper aus dem Minentopf, wobei der Minenkörper jedoch durch ein Zugseil mit dem Minentopf verbunden bleibt. Ist die Auslösehöhe erreicht, strafft sich das Zugseil, wodurch ein weiterer, durch zwei Sicherungskugeln gehaltener Schlagbolzen nach unten gezogen und gespannt wird. Ist der Schlagbolzen gespannt, können die beiden Sicherungskugeln in vorbereitete Öffnungen fallen und so den Bolzen freigeben, der dann die Sprengkapsel des Minenkörpers initiiert und somit die Wirkladung zündet.

## Funktionsweise als Splittermine
Durch Bezünderung der seitlichen Zünderöffnung, wird nach der Auslösung sofort die Sprengkapsel und somit die Wirkladung initiiert. Die Mine verbleibt somit am Boden.

## Weblink
- PP-Mi-Šr bei One Step Beyond